# Eunyctibora bicolor
Eunyctibora bicolor är en kackerlacksart som först beskrevs av Robert Walter Campbell Shelford 1907.  Eunyctibora bicolor ingår i släktet Eunyctibora och familjen småkackerlackor.
Artens utbredningsområde är Peru. Inga underarter finns listade i Catalogue of Life.